# 埃尔特莱恩
埃尔特莱恩（德語：Elterlein，發音：[ˈɛltɐlaɪn] ⓘ）是德国萨克森州厄尔士山县的城市，面积45.74平方千米，2023年12月31日人口为2,749人。